# Franz Martinelli
Franz Martinelli oder Francesco Martinelli (* 1651 am Tremezzo; † 28. Oktober 1708 in Wien) war ein in Italien geborener österreichischer Architekt.

## Werdegang
In 1683 lieferte er sein Meisterstück als Baumeister in Wien ab. Er beteiligte sich am Bau der Peterskirche, der Servitenkirche und am Palais Esterházy an der Wallnerstraße in Wien.
Er war meistens für die Familie Esterházy tätig. 1695 bis 1702 führte er den Bau der Pfarr- und Wallfahrtskirche Mariä Himmelfahrt in Frauenkirchen (Burgenland), im Auftrag des Fürsten Paul I. Esterhazy, durch.
Seine Söhne Anton Erhard Martinelli und Johann Baptist Martinelli waren ebenfalls Architekten.

## Werke
- Ausbesserung der Servitenkirche Mariä Verkündigung in Wien
- Palais Esterházy in Wien
- Mitarbeit am Stift Heiligenkreuz
- Verschönerung des  Schlosses Uherčice unter der Führung von Donat Johann Graf Heißler von Heitersheim
- Neubau der Pfarr- und Wallfahrtskirche (Basilika) Mariä Himmelfahrt von Frauenkirchen
- Mitarbeit an der Peterskirche in Wien

## Der kaiserliche Steinbruch
Vor allem tragende Architekturteile wurden aus härtestem Kaiserstein gearbeitet, so ist die Zusammenarbeit mit Kaisersteinbrucher Meistern dokumentiert.
Ein Beispiel: